# Klasov
Klasov (dříve Kalaz, maďarsky Kalász) je obec na Slovensku v okrese Nitra. Žije v něm přibližně 1 400 obyvatel.

## Historie
Archeologický výzkum v katastrálním území obce objevil zaniklé halštatské sídliště.
Klasov je starou obcí, o čemž svědčí fakt, že v písemných pramenech se, pod názvem Qualiz, zmiňuje již v roce 1156. V písemnostech z pozdějších dob nacházíme obec pod dalšími jmény - v roce 1232 jako Kalaz, 1398 Nagy Kalaz, 1401 Kis Kalaz, 1552 jako Puszta Kalaz. Od roku 1898 se tato obec nazývala Kalaz, resp. maďarsky Kalász a tento název se mezi místními obyvateli zachoval.
Obec měla během dějin několik majitelů. Ve 14. století se jimi stali Forgáčovci, v 17. století, po skončení tureckých nájezdů, připadla rodu Fánczyových. V první polovině 19. století zdejší majetky koupil baron Josef Edmund Weisz. S příchodem tohoto rodu začalo období rozvoje obce.
V období mezi lety 1939–1945 obec patřila Maďarsku. 28. března 1945 obec osvobodila Sovětská armáda. Po uspořádání poválečných poměrů nastal prudký rozvoj obce, který se projevil např. elektrifikací (v roce 1952), výstavbou veřejně prospěšných budov, cest apod.
Obec si do zachovala zemědělský ráz s rozsáhlými vinohrady ve svém katastru.

## Přírodní poměry
Klasov leží ve střední části Žitavské pahorkatiny v údolí Babindolského potoka ve vzdálenosti pět kilometrů severozápadně od města Vráble. Území obce leží v nadmořské výšce 160–194 metrů, má pahorkatinný až mírně zvlněný odlesněný terén, který tvoří mladotřetihorní jíly, písky a štěrky.

## Pamětihodnosti
Nejvýznamnější památkou obce je římskokatolický kostel Jména Panny Marie, postavený v roce 1750 v barokním slohu. V roce 1828 byl klasicistně přestavěn a v polovině 20. století doplněn bočními kaplemi. Kostel je jednolodní stavba se segmentovým zakončením presbytáře a do štítového průčelí vestavěnou věží. Pod kostelem se rozprostírá rodová krypta Weiszovců.
Nejvýznamnější světskou stavbou v obci je neogotický zámeček, který dal v roce 1866 postavit baron Pavel Weisz, nejvýznamnější představitel rodu. Dnes je v něm umístěn domov sociálních služeb. V parku u zámečku stojí kúria z přelomu 19. a 20. století. Původně plnila hlavní obytnou funkci, po postavení zámečku se stala sídlem správce velkostatku. Dnes je součástí sociálního ústavu. Zámecký park je památkově chráněný.
Další významnou stavbou je někdejší panský dům velkostatkáře Mórica Wilda z druhé poloviny 19. století. V roce 1908 byl dům odprodán za účelem zřízení notariátu, později obecního úřadu. V jistém období dočasně plnil funkci školy. Dnes je v budově zřízen Pokoj lidových tradic.